# Jugend-Presseausweis
Der Jugend-Presseausweis (JPA) ist ein Dokument, das den Inhaber als Nachwuchsjournalisten legitimiert und ihm bei der journalistischen Tätigkeit sowie Recherche helfen soll. 

## Ausstellung und Richtlinien
Als bundesweit gültiger, einheitlicher Ausweis wird der Jugend-Presseausweis von den Landesverbänden der Jugendpresse Deutschland, den Mitgliedsverbänden des Jugendmedienzentrums Deutschland e. V. und von der Jungen Presse Nordrhein-Westfalen e. V. für nicht hauptberuflich tätige junge Medienmacher bis 27 Jahre ausgestellt.
Grundlage der Herausgabe des Jugend-Presseausweises ist eine Vereinbarung zwischen den Jugendpresseverbänden und dem Deutschen Journalisten-Verband sowie der Deutschen Journalistinnen- und Journalisten-Union. Die Berufsverbände erkennen den Jugend-Presseausweis an und unterstützen dessen Herausgabe.
Die Vergabe des Jugend-Presseausweises erfolgt nach einheitlichen Richtlinien, die in einer bundesweiten Jugend-Presseausweis-Ordnung festgeschrieben sind: Der Inhaber muss Mitglied bei einem der Vereine sein und jährlich zwei Nachweise der journalistischen Arbeit beim ausstellenden Verband einreichen. Auf den Jugend-Presseausweis wird eine Jahresgebühr von 15 Euro erhoben. Die Verlängerung erfolgt über Jahresmarken.
Als Ergänzung zum Jugend-Presseausweis dient das Jugendpresse-Autoschild.

## Ähnliche Angebote in Österreich und der Schweiz
In Österreich wird der Jugend-Presseausweis zu ähnlichen Bedingungen von der Jugendpresse Österreich herausgegeben. Ähnliches gilt für die Schweiz, wo der Jugendmedienausweis von dem Verein Junge Medien Schweiz auf Basis von Richtlinien des Schweizer Presserats ausgestellt wird. Beide Länder haben gemeinsam die European Youth Press Card konzipiert, die in Zukunft auch von anderen Mitgliedsländern des europäischen Dachverbandes für junge Journalisten, European Youth Press, ausgegeben werden kann.